# Festival international du cirque de Monte-Carlo
Le festival international du cirque de Monte-Carlo est un festival annuel, créé en 1974 par le prince Rainier III de Monaco, qui se déroule chaque mois de janvier à Monte-Carlo. Le festival présente une sélection des meilleurs numéros de cirque du monde entier et attribue comme au cours d'une soirée de gala, des « Clowns d'or », d'argent et de bronze.

## Histoire
Au début du festival, n'étaient distribués que des clowns d'or et des clowns d'argent.
En 1988 (pendant la 13e édition) sont tournées les scènes de cirque du long métrage de Claude Lelouch, Itinéraire d'un enfant gâté, avec la famille Gruss devant la caméra (sources : générique et making-of).
Dès l'inauguration du festival, en 1974, une messe dominicale est célébrée sous le chapiteau en présence du prince Rainier III et de la famille princière. Dès la 2e édition, une dimension œcuménique apparaît dans les vœux de nouvel an adressés par les communautés chrétiennes de la région. Le troisième festival est salué, cette fois, par un message commun des Églises anglicane, arménienne, catholique, réformée, orthodoxes grecque et russe.
Il n'y a pas de festival en 1982, après le décès de la princesse Grace de Monaco. En 1986, en raison d'une tempête faisant s'envoler le chapiteau. Et en 1991, avec la Guerre du Golfe.
Depuis l’extension du terre-plein de Fontvieille,[Quand ?] la messe est proposée à l'Église Saint-Nicolas de Fontvieille. Depuis 2002, le festival s'associe à la Semaine de prière pour l’unité des chrétiens en proposant en plus une célébration œcuménique avec tous les artistes sous le chapiteau de Fontvieille. Ce rassemblement annuel est aujourd'hui le plus grand rassemblement annuel de chrétiens sur la Côte d'Azur.

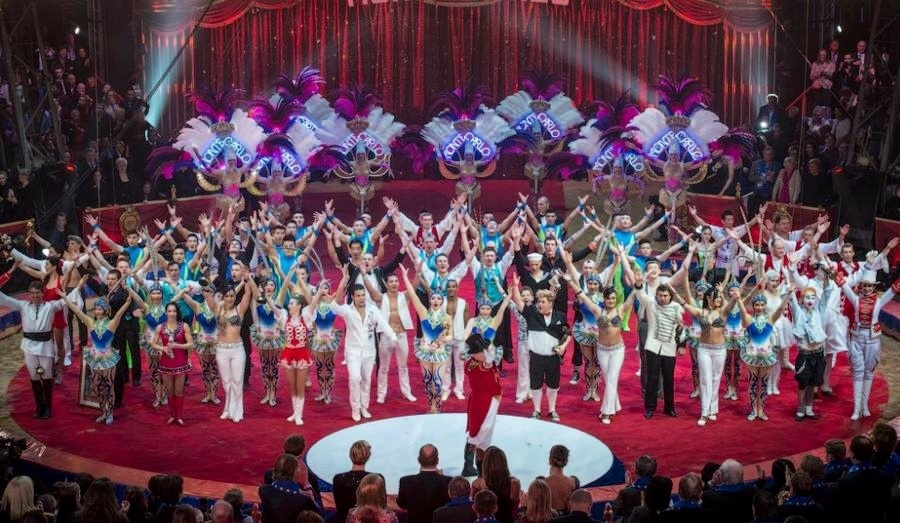
Final du Festival de Monte-Carlo 2013.

En 2002, l'importance et la qualité des numéros présentés ont conduit à la création des clowns de bronze. À partir de 2008, des prix spéciaux sont publiés
En 2016, la quarantième édition du festival est spéciale, avec uniquement des numéros primés lors des précédentes éditions. Aucune récompense habituelle n'est remise excepté le prix du public et un Clown d'or à la princesse Stéphanie. La même année, le festival New Generation est créé. Il a pour but de récompenser les meilleurs jeunes artistes. Ce festival se déroule sous le chapiteau de Fontvieille après le Festival international du cirque de Monte-Carlo.
De 1974 à 2002, le festival est présenté par Sergio. À partir de 2003, c'est Petit Gougou, alias Alain André, qui présente le festival.
Les éditions 2021 et 2022 du festival de Monte-Carlo, et de son pendant New Generation, sont annulées en raison de la pandémie de coronavirus. 
La 46e édition, prévue en 2024, marquera les 50 ans d'existence du festival.

## Palmarès

### Clown d'or
- 1974 : Charlie Rivel, clown - Espagne -- Alfred Court, dompteur - France
- 1975 : Alexis Grüss sénior, cavalerie - France
- 1976 : Elvin Bale, trapèze - USA
- 1977 : La famille Knie, cavalerie - Suisse
- 1978 : La troupe Beljakovs, dressage d'ours - URSS
- 1979 : Leonid Kostiuk et sa troupe des neuf perchistes - URSS -- George Carl, clown - France
- 1980 : La troupe Parvanovi, sauteurs au saut à la bascule - Bulgarie
- 1981 : Oleg Popov, clown - URSS -- Roby Gasser, présentation d'otaries - Suisse
- 1983 : Li Liping, équilibriste pagode des bols - Chine
- 1984 : Lu Lixin et Shen Ning, antipodistes avec chaises - Chine -- Troupe de Nougzarov, acrobaties à cheval Djigites  - URSS -- Troupe de Choe Bok Nam, Trapèze volant - Corée du Nord
- 1985 : La Troupe acrobatique de Pyongyang, numéro du mât et numéro de saut à la bascule- Corée du Nord -- Les Doveiko, saut à la bascule avec échasses - URSS
- 1987 : La Troupe de Shenyang, cerceaux - Chine -- Massimiliano Nones, dressage de tigres - Italie
- 1988 : Chen Brothers, main à main, - Portugal
- 1989 : La Troupe acrobatique de Pyongyang, Trapèze volant - Corée du Nord
- 1990 : Flying Vasquez, Trapèze volant - USA -- Nicolaï Pavlenko, dressage de tigres - URSS
- 1992 : Nouvelle Expérience, contorsionnistes - Canada—La Troupe acrobatique de Pyongyang, Trapèze volant - Corée du Nord
- 1993 : La Troupe de Guangdong - Chine—La Troupe acrobatique de Pyongyang, Trapèze volant - Corée du Nord
- 1994 : Les Borzovi, trapèze volant - Russie -- Sergio, Monsieur Loyal, France
- 1995 : Les Cigognes, trapèze volant - Russie
- 1996 : La Troupe Ewelyn Marinov, sauteurs au saut à la bascule - Roumanie—La famille de Frédie Knie Jr, cavalerie - Suisse—La famille Leonida Casartelli, Fête du cheval cavalerie - Italie
- 1997 : La Troupe acrobatique de la province de Shandong, acrobaties sur bicyclette - Chine
- 1998 : La Troupe acrobatique de Pyongyang, saut à balançoire et voltige aérienne - Corée du Nord, -- La Troupe acrobatique de Canton, sauteuses du saut à la bascule - Chine
- 1999 : Anatoliy Zalewskiy, équilibriste - Ukraine, -- La banquine du Cirque du soleil, équilibristes voltigeurs - Canada, -- David Larible, clown de reprise - Italie
- 2000 : La Troupe acrobatique de Pyongyang, Trapèze volant - Corée du Nord, -- Les Tchernievski, sauteurs au saut à la bascule - Russie, -- Anthony Gatto, jongleur - USA
- 2001 : Alexis Grüss - France, cavalerie—La Troupe de Shanghai, bascule et jeux icariens - Chine
- 2002 : Los Quiros, funambules - Espagne—La Troupe acrobatique de Canton, Pas de deux acrobatique - Chine
- 2003 : la Troupe Puzanovi, sauteurs au saut à la bascule - Russie -- The Flying girls, Trapèze volant - Corée du Nord
- 2004 : The Flying Tabares, Trapèze volant - Argentine -- Fratelli Errani, jeux icariens - Italie
- 2005 : la Troupe Rodion, barre russe - Russie -- Multi Flying de Pyongyang, Trapèze volant - Corée du Nord
- 2007 : la Famille Casartelli pas de deux cavalerie - Italie
- 2008 : Li Wei, acrobate sur fil mou - Chine—Les frères Pellegrini, main à main - Italie -- Florian Richter, jockeys - Hongrie
- 2009 : Flight of Passion, fantaisie aérienne - Russie -- Cirque Moranbong de Pyongyang, Trapèze volant - Corée du Nord
- 2010 : Martin Lacey Jr, dressage de fauves - Royaume-Uni -- Troupe de Shandong, jeux icariens - Chine
- 2011 : Bello Nock, clown - USA -- Flavio Togni, dresseur - Italie
- 2012 : La famille Casselly, dressage des éléphants - Allemagne -- Troupe acrobatique du Cirque de Shanghai pour les numéros de Cai Yong et de saut à la bascule - Chine
- 2013 : La Troupe nationale acrobatique de Pékin pour ses deux numéros diabolos et cerceaux - Chine -- Duo Shcherbak et Popov, main à main - Ukraine
- 2014 : La Troupe Sokolof, saut à la bascule - Russie—Duo Desire of flight (Valery Sychev et Melvina Abakarova), sangles aériennes - Russie
- 2015 : Artistes de la Troupe nationale de Pyongyang - (trapèze volant et pas de deux)- Corée du Nord, -- Troupe nationale acrobatique de Chine - Chine -- Anastasia Fedotova-Stykan et ses chevaux - Russie—Gianni, Daris et Niko Hesca (Trio Fumagalli et les fumaboys),  clowns - Italie
- 2016 :  40e festival : S.A.S Stéphanie de Monaco
- 2017 : Troupe Trushin (saut à la bascule - Russie) -- Duo Sky Angels (sangles aériennes - Ouzbékistan)
- 2018 : Troupe acrobatique de Shanghai (équilibristes - Chine) -- Merrylu et Jozsef Richter (pas de deux équestre et présentation d'animaux - Allemagne et Hongrie)
- 2019 : Martin Lacey Jr (dompteur - Grande-Bretagne) -- Les présentations du Royal Circus de Gia Eradze
- 2020 : La cavalerie du cirque Knie présentée par Ivan Frederic Knie, Maicol Errani et Wioris Errani (Suisse et Italie) -- The Flying Tuniziani (trapèze volant - Venezuela) -- Les Martinez Brothers (icariens - Colombie et Japon)

### Clown d'argent
- 1974 : Les Alizés, Acrobaties aériennes - France -- Les Pentacovi, Acrobaties au sol - Bulgarie -- Les Dimek, Acrobaties  au sol - Pologne -- Emilien Bouglione, Cavalerie - France -- Les Richter, Voltige à cheval - Hongrie et France
- 1975 : Les Flying Farfans, Trapèze volant - Chili -- Little John, équilibriste - Danemark—La Troupe Niccolini, dressage de chimpanzés - Vénézuéla -- Gerd Siemoneit Barum, Dressage de fauves - Allemagne
- 1976 : Les Rios Brothers, Antipodistes - Suisse -- Victor Chemchour, Groupe acrobatique - URSS -- The Flying Michaels, Trapèze volant - USA -- Flavio Togni, Le grand groupe d'Éléphants Italie
- 1977 : Les Antares, Acrobates sur avion - Allemagne -- Les Canestrelli, Tremplin élastique - USA—Les Carillo Brothers, Fildeféristes à grande hauteur - USA -- Kristoff, Main à main à la bascule - Hongrie -- Les Silagis, Saut à la bascule - Bulgarie
- 1978 : Les Boichanovi, Saut à la bascule - Bulgarie—Le duo Dobritch, Perchistes - Allemagne—Les Marilees Flyers, Trapèze volant - Italie
- 1979 : La Troupe Kovatchevi, Saut à la bascule - Bulgarie—The Farell Brothers, Fildeféristes - USA -- Dieter Farell, Dressage de fauves mixtes - Allemagne -- Elvin Bale, équilibriste sur grand balancier - USA -- Les Nicolodis, Acrobaties au sol - Allemagne
- 1980 : Dick Franco, Jongleur - USA—Les Flying Jiménez, Trapèze volant - Mexique
- 1981 : Les Alexis Sisters, équilibristes - Allemagne -- Les Cretzu, Saut à la bascule - Suisse -- Kris Kremo, Jongleur, “Lido Show” - USA -- Joselito Barreda, Fildefériste à grande hauteur - Colombie -- Pietr Liubitchenko et Ludmilla Golovko, Trapèze Washington - URSS
- 1983 : Serguei Ignatov, Jongleur - URSS -- Les Lotharas, Fildeféristes à grande hauteur - Danemark -- Les Balkanski, Saut à la bascule avec échasses - Bulgarie -- Flavio Togni, Groupe mixte de chevaux et éléphants - Italie
- 1984 : Les Flying Cavarettas, Trapèze volant - USA -- Mafi Family, équilibristes - Italie -- Natalia Vasilieva et Iuri Aleksandrov, Gymnastes aériens - URSS -- Manuela Beelo, Cavalerie en Haute Ecole - RFA -- Duo Zalewski, Perchistes - Pologne
- 1985 : Iuri Kouklatchev, Clown - URSS—Le trio Zalewski, Tremplin élastique - Pologne -- Kong Hongwen, de la Troupe d’Acrobates de Zhengzhou, pour la pagode des chaises - Chine -- Yasmine Smart, Cavalerie - Royaume-Uni
- 1987 : Les Contorsionnistes de Mongolie, contorsions - Mongolie -- Les Kehaiovi, Acrobates à la bascule - Royaume-Uni
- 1988 : Les Stankeev, Trapèze volant - URSS -- Les Tsukanov, Monocycle - URSS -- Dolly Jacobs, Acrobaties - USA -- David Larible, Auguste de reprise - RFA—Les Flying Farfans, Trapèze volant - USA -- Les Tianjing, Jeux de cordes élastiques - Chine
- 1989 : La Troupe de Shandong, Acrobaties sur rola-rola - Chine -- Stephano Orfei-Nones et Lara Orfei-Nones, dressage d'un groupe exotique et de cavalerie en haute école - Italie -- Nadia Gasser, Dressage d’otaries - Suisse -- Les Kotsuba, Acrobaties main à main - URSS—The Flying Navas, Trapèze volant - Équateur
- 1990 : Alexis Brothers, Main à main - Portugal -- Andrew Watson et Jacqueline, Cadre aérien - Royaume-Uni -- Akishin, Fantaisie acrobatique au saut à la corde - URSS -- Duo Guerrero, Fildefériste à grande hauteur - Colombie -- Flying Espanas, Trapèze volant - Mexique
- 1992 : La Troupe de Shenyang, Acrobaties aériennes aux élastiques - Chine -- Tino et Tony, Main à main comique - France et Portugal -- Wendell Hubert, Dressage d’éléphants - Suisse
- 1993 : Géraldine-Katharina Knie, Cavalerie - Suisse -- Les Guerreros, Funambules - Colombie -- Les Rubzov – Acrobaties sur tremplin – Russie -- Les Perezvony, saut à la barre – Russie -- Peter Shub, Entrée comique - USA
- 1994 : Les Anges Blancs, Funambules - Colombie – Mexique – Suisse – USA  -- Les Doveiko, Balançoire russe – Russie -- Troupe acrobatique d'Anhui Les Météores liquides - Chine -- John Campolongo, dressage d'un groupe de lions – USA -- Les Gourianov, Saut à la bascule - Russie
- 1995 : Les Soudartchikov, Magiciens transformistes - Russie—Roland Duss et Petra Duss, Dressage d’otaries - Suisse -- Karyne Steben et Sarah Steben, Trapèze – Canada
- 1996 : La Troupe acrobatique de Shenyang, Acrobaties aériennes aux élastiques - Chine -- James Puydebois “Colonel Jo”, Dressage d’éléphant - Belgique -- Les Vorobiev, Sauteurs acrobatiques à la balançoire russe - Russie -- Oleg Izossimov, équilibriste sur piédestal - Russie
- 1997 : La voltige aérienne du cirque de Pyongyang, voltige - Corée du Nord -- Franco Knie, dressage d'éléphants - Suisse -- Zhang Ting, Équilibriste - Chine -- Duo Mouvance, Acrobaties aériennes - Canada
- 1998 : Flavio Togni, Cavalerie en liberté - Italie—La Troupe Voljansky, Funambules - Russie -- Bello Nock, Clown, Suisse -- Stephan Gruss et Nathalie Gruss Pas de deux équestre – France
- 1999 : Troupe acrobatique de Xining, trapèze - Chine -- Cirque de Pyongyang, trapèze volant - Corée du Nord -- Dalian, équilibriste sur fil mou - Chine
- 2000 : La Troupe acrobatique de Hunan, jeux de mâts - Chine –- Vis Versa, dans Adagio acrobatique – Canada -- Martin Lacey Jr, Dresseur de lionnes - Royaume-Uni
- 2001 : Les Carillos, Funambules - Colombie et USA -- Giani Fumagalli  et Daris Fumagalli, Acrobates comiques - Italie --  Les Manducas, Main à main comique - Portugal—Les Peres Brothers, Main à main - Portugal
- 2002 : Picaso Jr (nom de scène de Francisco Tébar Honrubia (1969-2017))[6], jongleur - Espagne—La Troupe de Pyongyang, numéro de Bascule et balançoire et numéro de Barre coréenne - Corée du Nord
- 2003 : Alexander Lacey, Dressage de lions et de tigres - Royaume-Uni -- Troupe de l'école du cirque de Shanghai, Barre russe - Chine –- Victor Kee, Jongleur - Ukraine -- Andrej Jigalov, Csaba et Konstantin Jr, Clowns de reprise - Russie
- 2004 : Florian Richter et Edith Richter, Cavalerie Tableau équestre - Hongrie -- Troupe Kovgar, Saut à la bascule - Russie -- Troupe Wallendas, Funambules - USA -- Stefano Nones-Orfei, Dressage de tigres - Italie
- 2005 : Troupe acrobatique de Canton, Diabolos, équilibristes et contorsions - Chine -- Troupe Ignatov, Jockeys - Hongrie -- Susan Lacey, Dressage de tigres blancs - Royaume-Uni -- Duo Iroshnikov, Main à main - Ukraine -- Veles Family, Funambules, - Mexique
- 2007 : Encho Keryazov, équilibriste - Bulgarie -- The White Crow, Barre russe, - Suisse -- Troupe Acrobatique de Guangzhou, Antipodistes dans Tableau en Or – Chine -- Troupe Dosov, Saut à la bascule - Russie -- Troupe Domchyn, Double Balançoire - Russie
- 2008 :  Troupe acrobatique de Shenyang, acrobaties - Chine—La Famille Casselly, dressage d'éléphants - Allemagne -- Troupe Catana, Acrobaties à la bascule - Roumanie -- Crazy Wilson, Roue de la mort - Colombie -- Sam Payne et Sandra Feusi, acrobatie sur un mât dans Vertical Tango - Suisse et USA
- 2009 :  Troupe Tsisov, Funambules - Russie -- Troupe acrobatique de Fujian, Acrobaties avec lassos - Chine –- Cirque de Pyongyang, Acrobaties à la grande balançoire et à la barre fixe - Chine –- Les Frères Giona, Cavalerie Chevaux en liberté - Italie
- 2010 : Les Flying Michaels, Trapèze volant - Brésil -- Les Anges du Cirque du Soleil, voltige sur barre russe - Canada -- Troupe Eshimbekov, Cavalerie Djiguites - Russie -- Petra Duss et Roland Duss – Dressage d’Otaries - Allemagne
- 2011 : Troupe acrobatique de Dalian - Chine -- Troupe du Flag Circus, diabolos - Chine -- Valérie Inertie, acrobatie au sol - Canada -- White Birds, trapèze - Pérou
- 2012 : Vladislav Goncharov, dressage de lions - Ukraine -- Les Vorobiev – Saut acrobatique à la double balançoire russe - Russie -- Azzario Sisters – Main à main - Espagne
- 2013 : Cirque de Pyongyang, Voltige aérienne - Corée du Nord -- Troupe Grechushkin, Double barre russe - Russie  -- Navas Brothers, acrobatie aérienne dans La Roue de la mort - Équateur -- Leosvel et Diosmani, acrobatie sur un mât - Cuba -- Aleksander Koblykov, Jongleur - Ukraine  -- Jean-François Pignon, cavalerie - France
- 2014 : Hans Klok, illusionniste - Pays-Bas -- Duo Suining, acrobates - Chine -- Troupe Dobrovitskiy, acrobatie aérienne - Russie -- Vinicio Canastrelli Togni, cavalerie - Italie -- Rosi Hochegger, cheval comique  - Allemagne -- Troupe acrobatique de Wuhan, acrobaties - Chine
- 2015 : La Troupe Shatirov, barre russe - Russie—La Troupe Pronin, Balançoire russe - Russie—La Troupe de Yakov Ekk, cavalerie - Russie—La Troupe acrobatique de Tianjin, acrobaties - Chine
- 2016 : Pas de récompenses - 40e festival.
- 2017 : Troupe Acrobatique de Xianjiang (Chine) -- Duo Chilly & Fly (cadre coréen - Canada) -- Marek Jama (présentation de chevaux et d'animaux exotiques - République tchèque) -- Erwin Frankello (présentation d'éléphants d'Afrique et d'otaries - Allemagne) -- Frères Zapashny (dompteurs - Russie)
- 2018 : Sergey Prosvirin (clown - Russie) -- Duo Stauberti (perchistes - République tchèque) -- Duo Ballance (main à main - Roumanie)
- 2019 : Duo Just 2 Men (sangles aériennes - Ukraine) -- Troupe Aliev (voltige aérienne - Russie) -- Troupe Filinov (balançoire russe - Russie) -- Troupe acrobatique de Chine (Chine)
- 2020 : Sergey Nesterov (tigres blancs - Russie) -- Troupe acrobatique de Shandong (Chine) -- La troupe Ayala (funambules) et le clown Henry (Colombie et Venezuela) -- The Dandy's (barre russe—Russie et Suisse)

### Clown de bronze
- 2002 : Troupe Cirneanu Platinium, Barre fixe - Bulgarie—Le trio Munoz, clowns - Portugal, France et Colombie—The Flying Pages, Trapèze volant - USA
- 2003 : Franco Knie et Franco Knie Jr, dressage d'éléphants - Suisse -- Maike Probst et Jörg Probst, Dressage de babouins et animaux de la ferme - Allemagne -- Théâtre Bingo, Fantaisies Acrobatiques - Ukraine
- 2004 : Willer Nicolodi, Ventriloque - Italie -- Golden Power, Main à main - Hongrie -- Alan Sulc, Jongleur - République tchèque -- Sea World, Fantaisies acrobatiques - Ukraine
- 2005 : Sergey Prostetsov, Monsieur Dalmatien Chiens et Poneys - Russie -- Les Rokashkov, Barre fixe - Russie -- Wendell Huber, Dressage d’éléphants africains - Suisse -- Les Khailafov, Perchistes - Russie -- Carlos Savadra assisté d'Olivier Vincens, Cavalerie en liberté - Colombie et France
- 2007 : Duo Bobrovi, Corde verticale - Russie -- Tom Dieck Jr, dressage de fauves - France -- Ruslan Sadoev, Acrobate et jongleur à cheval - Ukraine -- Frères Taquin, clowns parodistes comiques - Russie et Belgique -- Troupe Cirneanum Platinium du Cirque Globus dans Show Girls - Bulgarie
- 2008 : Elayne Kramer, équilibriste - Mexique -- Marina et Svetlana, Antipodistes - Biélorussie -- Sergei Akimov, Sangles aériennes - Russie
- 2009 : Elvis Errani, dressage d'éléphants d’Asie - Italie -- Roger Falck, dressage de fauves - France -- Duo Sorellas, Trapèze - Suisse et Allemagne -- Semen Shuster, nom de scène HOUSCH-МА-HOUSCH, clown - Ukraine -- Troupe acrobatique de Zhengzhou, Acrobaties au mâts oscillants - Chine
- 2010 : Les Garcia, Duo Aérien - Royaume-Uni -- Les Rossyanns, Clowns Musicaux - France -- Sonni Frankello, Présentation d’éléphants - Allemagne -- The Blue Sky Girls, contorsions - Mongolie
- 2011 : Royal Brothers, Main à main - Italie -- Troupe Alma’s, ballet aérien - Roumanie -- Roman Kapersky, équilibriste - Russie -- Troupe Khubaev, gymnastes - Russie
- 2012 : Flying to the stars, Barre - Ukraine -- Duo Israfilov, Acrobates aux sangles aériennes - Russie -- Skating Pilar, Acrobates sur patins à roulettes - France -- Flying Zuniga, Trapèze volant - Argentine et Brésil -- Duo Stipka, Pas de deux à cheval - République tchèque -- Troupe Khadgaa, Hommes forts et voltige acrobatique - Mongolie
- 2013 : Gran Circo Mundial pour l'ensemble de ses numéros dont la cavalerie et son numéro de Haute-Ecole - Espagne—Le Trio Markin, équilibre sur une perche mobile - Russie -- Kid Bauer, dressage de fauves - France -- Catwall, acrobaties avec tremplin - Canada -- Famille Donnert, cavalerie - Hongrie -- Equivokee, clowns - Ukraine
- 2014 : Sacha, contorsions, - USA -- Elisa Kachatryan, fildefériste- Arménie -- Anastasia Makeeva, acrobaties aériennes - Russie -- Duo Kvas, équilibre de force - Ukraine -- La famille Gartner, dressage d'éléphants - Italie -- Tom Dieck Jr,dressage de fauves - Allemagne
- 2015 : La Troupe Kolykhalov, Barre fixe - Russie -- Duo Silver Stones, Trapèze - Ukraine -- Elvis Errani, dressage d'éléphants - Italie -- Duo Black & White, gymnastes - Russie --  Musa John Selepe, dressage et présentation des lions de Marcel Peters - Afrique du Sud -- Meleshin Brothers, patins à roulettes - Russie
- 2016 : Pas de récompenses - 40e festival.
- 2017 : Troupe Gerlings (funambules et double roue de la mort - Colombie) -- Sons Company (planche coréenne - Suède) -- Troupe Holmikers (barres parallèles - Suisse) -- Mario Berousek (jongleur - République tchèque) -- Alexandre Batuev (contorsionniste - Russie) -- Troupe Skokov (balançaire russe - Russie)
- 2018 : Duo 2-Zen-0 (acrobates - Canada) -- Troupe acrobatique de la Mongolie intérieure (monocycles - Chine) -- Troupe Vavilov (saut à la banquine - Russie) -- Michael Ferrari (jongleur - Espagne) -- Troupe The Heroes (trapèze volant - Russie)
- 2019 : Les éléphants de la famille Gärtner (Italie) -- le Trio Without Socks (clowns - Russie) -- Cesar Dias (excentrique - Portugal) -- Quatuor Prilepin (main à main - Russie) -- Duo The Owl and the Pussy Cat (trapèze - USA et Australie) -- Charlotte et Nicolas (main à main - Canada et Monaco)
- 2020 : Duo Flash of Splash (sangles aériennes - Russie) -- Troupe Efimov (tremplin - Russie) -- The Bingo "5 boys" (mât chinois - Ukraine) -- La Troupe Zola (saut à la bascule - Mongolie)

### Prix spéciaux

#### Années 2000

##### 2008
- La coupe de S.A.S. la Princesse Antoinette (au plus jeune artiste du Festival) a été remise à Elayne Kramer, elle a reçu en outre le prix de la ville de Monaco, équilibriste - Mexique
- Le prix spécial de la Princesse Stéphanie a été remis aux Fuentes Gasca pour avoir accompli le quadruple lors du Festival, trapèze volant qui remportent aussi le prix Jean-Louis Marsan, motos - Pérou
- Le prix des amis du cirque italien a été remis à Sergei Akimov, sangles aériennes - Russie
- Le prix de l'association monégasque des amis du cirque a été remis à Alessio Fochesato, présentation de perroquets - Espagne
- Le prix Victor Kee a été remis aux Ballets Freedom, danse
- Le prix du Kobsov circus de Kiev a été remis aux Bikers, numéro de hard rock sur pneumatiques, motos
- Le prix spécial Jérôme Médrano a été remis aux clowns Martini, clowns - Espagne
- Le prix du Grand cirque d'Etat de Saint Pétersbourg a été remis aux Crazy Wilson, Roue de la mort, équilibristes aériens - Colombie
- Le prix spécial Z.P.R. De Varsovie a été remis à Création d’Ukraine Equilibrissimo, équilibristes - Ukraine
- Le prix spécial Gandey a été remis à Domino, clown - Royaume-Uni
- Le prix de la société des auteurs, compositeurs et éditeurs de musique  - SACEM et le prix spécial du studio Grimailo Moscou ont été remis au Duo Flash, Main à main - Ukraine
- Le prix de la société des bains de mer et le prix spécial Moira Orfei ont été remis au Duo Minasov, Quick change, transformistes - France
- Le prix Blackpool Tower Circus, le prix Spencer Hodge et le prix Fuentes Gasca ont été remis à Florian Richter et ses jockeys, acrobaties à cheval - Hongrie
- Le prix Greta Alessio a été remis aux Get The Shoe, jongleurs - Allemagne
- le Trophée Louis Merlin a été remis à Gino Maravilla Fuentes Gasca, trapèze volant - Pérou
- Le prix Emmanuel Bellini a été remis à Grand’Ma de New-York, clown - USA
- Le prix spécial Marsupilami a été remis à John Burke, présentation d'otaries - USA
- Le prix du Cirque d'hiver Bouglione et le prix spécial Jean Richard ont été remis à Kid Bauer, dresseur de fauves - France
- Le prix de la revue “Le cirque dans l'Univers”, le prix Erich Rózewicz, le prix spécial Gran Circo Mundial et le prix du Rosgoscirk ont été remis à La famille Casartelli, présentation d'éléphants - Allemagne
- Le prix spécial Stardust circus international a été remis à La Troupe de Shenyang, équilibristes - Chine
- Le prix spécial de l'european circus association (E.C.A.) a été remis à Li Wei, équilibriste sur fil mou - Chine
- Le prix "Arlette Gruss" a été remis à Marina & Svetlana, antipodistes - Biélorussie
- Le prix Specialgesellschaft der circusfreunde E.V.  (Association des Amis du Cirque d’Allemagne) a été remis à Nathalie Harris, acrobatie à la corde
- Le prix spécial du Conseil National a été remis à Persia, Plate-forme aérienne, voltige
- Le prix du journal Nice-Matin et le prix du Fairmont Monte-Carlo ont été remis à Scott & Muriel, Comédie magique, comiques - USA
- Le prix du jury junior international HSBC a été remis à la Troupe acrobatique de Guangzhou – acrobaties au trampoline - Chine
- Le prix spécial Emilien Bouglione a été remis à la Troupe Catana, acrobaties à la bascule - Roumanie
- Le prix TMC Monte-Carlo, le prix du Bolchoï circus de Moscou, le prix du cirque Nikulin Moscou et le prix du public ont été remis à Sam Payne et Sandra Feusi, Vertical Tango, acrobates - Suisse et USA

##### 2009
- La coupe de S.A.S. la Princesse Antoinette (au plus jeune artiste du Festival) a été remise à Mademoiselle Sofiya Lomaeva de la troupe de "Les Enfants d'Izhesvk" - Russie
- Le prix spécial du Conseil National a été remis à la troupe du Cirque Moranbong de Pyongyang, acrobaties à la grande balançoire - Corée du Nord
- Le prix Jean-Louis Marsan a été remis à la troupe du Cirque Moranbong de Pyongyang, acrobaties à la barre fixe - Corée du Nord
- Le prix spécial du Blackpool Tower Circus a été remis à Dany Daniel, Rola Rola - USA
- Le prix de la société des auteurs, compositeurs et éditeurs de musique - SACEM  a été remis à Dominic Lacasse, acrobaties au mât - Canada
- Le prix spécial du studio Grimailo Moscou a été remis au Duo Sorellas, trapèze - Suisse et Allemagne
- Le prix de la société des bains de mer a été remis au Duo Spiral, acrobaties main à main.
- Le prix du Kobsov circus a été remis à Elena Drogalova et sa troupe de jongleurs - Russie
- Le prix de la revue “Le cirque dans l'Univers” a été remis à Elvis Errani et ses éléphants d’Asie - Italie
- Le prix spécial "Arlette Gruss" a été remis à Flight of Passion fantaisie aérienne, acrobaties aériennes - Russie
- Le prix spécial Z.P.R. De Varsovie a été remis à Gipsy Gomez, Hula hoop.
- Le prix spécial Gandey et le prix du Rosgoscirk ont été remis à Housch ma Housch, clown, - Ukraine
- Le prix spécial Emilien Bouglione, le prix Specialgesellschaft der circusfreunde E.V.  (Association des Amis du Cirque d’Allemagne) et le prix du Bolchoï circus ont été remis à Karl Ferdinand Trunk, présentation de petits animaux - Allemagne
- Le prix Erich Rózewicz a été remis à Konstantin Mourabiev, comédie à la roue allemande.
- Le prix Greta Alessio a été remis aux Enfants d’Izhesvk, duo aérien, acrobaties - Russie
- Le prix Emmanuel Bellini, le prix spécial Gran Circo Mundial, le prix du Grand cirque d'Etat de Saint Pétersbourg, le prix spécial de l'european circus association (E.C.A.), le prix du jury international HSBC ainsi que le prix du public ont été remis aux Les Frères Giona, Chevaux en liberté, cavalerie - Italie
- Le prix spécial Jérôme Médrano et le prix « Gran Teatro la Fenice di Venezia »  ont été remis à Elie Vivancos, Juda Vivancos, Josué Vivancos, Jésus-Christ Vivancos, Israël Vivancos, Aaron Vivancos et Josué Vivancos, danses acrobatiques et musique - Espagne
- Le prix des amis du cirque italien a été remis à Maria Efremkina, cerceau aérien - Russie
- Le prix spécial Jean Richard et le prix du cirque d'hiver Bouglione ont été remis à Roger Falck, dompteur de fauves - France
- le Trophée Louis Merlin et le prix de l'association monégasque des amis du cirque ont été remis à Romain Cabon, acrobaties aériennes avec des drapeaux - France
- Le prix du journal Nice-Matin a été remis à Petronella von Zerboni et Roman Müller, Tr’-Espace, diabolos - Allemagne
- Le prix spécial Stardust circus international a été remis à la Troupe acrobatique de Fujian, acrobaties avec lassos - Chine
- Le prix spécial Moira Orfei a été remis à la Troupe acrobatique de Zhengzhou, acrobaties aux mats oscillants - Chine
- Le prix du Fairmont Monte-Carlo a été remis à la Troupe Mayorov, sauts acrobatiques et comédie - Russie
- Le prix de la ville de Monaco a été remis à la Troupe Tsisov, funambules - Russie
- Le prix TMC Monte-Carlo a été remis à Val de Fun, clown.
- Le prix du cirque Nikulin Moscou, le prix spécial Spencer Hodge et le prix spécial Marsupilami ont été remis à Wolfgang Lauenburger, dresseur de chiens - Allemagne

#### Années 2010

##### 2010
- La Coupe de S.A.S. la Princesse Antoinette (au plus jeune artiste du Festival) a été remise à  Acro Trio, gymnastes - France
- Le prix spécial du Conseil National ainsi que le prix spécial du Jury ont été remis à la Troupe Chernievsky,  numéro de bascule - Russie
- Le prix Specialgesellschaft der circusfreunde E.V.  (Association des Amis du Cirque d’Allemagne) et le prix spécial Marsupilami  ont été remis à Sonni Frankello, présentation d’éléphants - Allemagne
- Le prix du Fairmont Monte-Carlo a été remis à Alain Alegria, trapèze Washington - Mexique
- Le prix de l'association monégasque des amis du cirque et le prix spécial de l'european circus association (E.C.A.) ont été remis à Andrejs Fjodorovs, présentation de pigeons - Lettonie
- Le prix spécial Spencer Hodge a été remis à Court Circuit, numéro comique - France
- Le prix de la société des bains de mer a été remis au Duo Stykan, main à main - République tchèque
- Le prix Emmanuel Bellini et le prix du Bolchoï circus ont été remis à Glen Nicolodi, acrobate - Espagne
- Le prix « Gran Teatro la Fenice di Venezia » a été remis à Julien Posada, fil-de-fériste - France
- Le prix spécial du studio Grimailo Moscou a été remis à La Salima, corde verticale - Finlande
- Le prix du journal Nice-Matin, le prix Jean-Louis Marsan ainsi que le prix du public ont été remis aux Anges du Cirque du Soleil, barre russe
- Le prix de la revue "Le cirque dans l'Univers" a été remis aux Flying Michaels,  trapèze volant - Brésil
- Le prix spécial du Blackpool Tower Circus a été remis au  Duo Garcia, acrobaties aériennes - Royaume-Uni
- Le prix de la société des auteurs, compositeurs et éditeurs de musique et le prix des amis du cirque italien ont été remis aux Rossyanns, clowns musicaux - France
- Le prix spécial Gran Circo Mundial et le prix spécial Moira Orfei ont été remis à Martin Lacey Jr, présentation de fauves - Royaume-Uni
- Le prix spécial Z.P.R. De Varsovie a été remis à Natalia Hertz, trapèze
- Le prix du Grand cirque d'Etat de Saint Petersburg et le prix du Rosgoscirk ont été remis à Petra Duss et à Roland Duss, présentation d'otaries - Allemagne
- Le prix spécial Gandey a été remis à Rob Torres, numéro comique - USA
- Le prix du jury international HSBC, le prix spécial Jérôme Médrano et le prix du cirque Nikulin Moscou ont été remis à Starbugs – numéro comique - Suisse
- Le prix du Kobsov circus a été remis à The Blue Sky Girls, contorsions - Mongolie
- Le prix TMC Monte-Carlo a été remis à la Troupe de Hangzhou, perche avec double cerceaux - Chine
- Le prix spécial Stardust circus international à la Troupe de Shandong, numéro d'icariens - Chine
- Le prix spécial Emilien Bouglione a été remis à la Troupe Eshimbekov, cavalerie djiguites - Russie
- le Trophée Louis Merlin a été remis à la Troupe Yakubovi, numéro de sangles - Kazakhstan
- Le prix de la ville de Monaco a été remis à la Troupe Zebras,  acrobates main à main
- Le prix Erich Rózewicz a été remis à la Troupe Zulu, acrobaties sur un mât - Kenya

##### 2011
- Le prix spécial du Blackpool Tower Circus et le Trophée Louis Merlin pour Andrey Romanovski, contorsionniste - Ukraine
- Le prix du Bolchoï Circus et celui d'Erich Rózewicz pour Anton Franke et Victor Franke, clowns - USA
- Le prix du jury international HSBC, le prix spécial Gandey, celui de la pastorale du cirque et celui Marsupilami pour Bello Nock et ses vaches, clown - USA
- Le prix des amis du cirque italien, celui spécial Emilien Bouglione, celui spécial Jose Maria Gonzales Villa Junior et celui spécial Z.P.R. De Varsovie pour Flavio Togni, clown - Italie
- Le prix de la société des auteurs, compositeurs et éditeurs de musique – SACEM, celui du Cirque d'hiver Bouglione, celui du Cirque Nikulin Moscou et celui spécial Jérôme Médrano ainsi qu'une mention spéciale du jury pour la Brigade spéciale des Pompiers de Paris, gymnastes - France
- La Coupe de S.A.S. La Princesse Antoinette (plus jeunes artistes du festival) et le Prix du Great British Circus pour Les Enfants d’Ijevsk, équilibristes - Russie
- Le prix spécial de l'Ecole du cirque de Moscou et celui du studio Grimailo Moscou pour Paolo Kaiser, rola-rola - USA
- Le prix spécial Budapest Capital Circus pour Pavel Roujilo, jongleur - Royaume-Uni
- Le prix spécial Arlette Gruss et celui Spencer Hodge pour Roman Kapersky, équilibriste - Russie
- Le prix de la ville de Monaco et celui du Fairmont Monte-Carlo pour Royal Brothers, main à main - Italie
- Le prix du grand cirque d'état de Saint-Pétersbourg et celui du Rosgoscirk pour Super Silva, voltige - Brésil
- Le prix du journal Nice-Matin et celui spécial du Conseil National pour la troupe acrobatique de Dalian, acrobaties - Chine
- Le prix TMC Monte-Carlo et celui spécial de l'European Circus Association (E.C.A.) pour la Troupe Alma’s, ballet aérien - Roumanie
- Le prix Jean-Louis Marsan et celui spécial Stardust Circus International pour la Troupe du Flag Circus, diabolos - Chine
- Le prix spécial Moira Orfei à la Troupe Khubaev, gymnastes - Russie
- Le prix Europa Park, celui Specialgesellschaft der circusfreunde E.V. (Association des Amis du Cirque d’Allemagne)ainsi qu'une mention spéciale du jury pour la Troupe Weisheit, funambules - Allemagne
- Le prix de l'association monégasque des amis du cirque, celui de la société des bains de mer et celui du public pour Valérie Inertie, acrobatie - Canada
- Le prix de la revue Le cirque dans l'Univers à White Birds, trapèze - Pérou

##### 2012
- Mention spéciale du jury et le prix Jean-Louis Marsan pour la Troupe Bingo, trapèze volant - Ukraine
- La Coupe en souvenir de la Princesse Antoinette (au plus jeune artiste du festival), le Trophée Louis Merlin et le prix du studio Grimailo Moscou à Ty Tojo, jongleur - Japon
- Le prix du Cirque d'hiver Bouglione et celui du Bolchoï Circus pour Azzario Sisters, Main à main - Espagne
- Le prix des amis du cirque italien à Bobylev, Clowns de reprises - Allemagne
- Le prix TMC Monte-Carlo à Cai Yong, équilibriste - Chine
- Le prix spécial de l'European Circus Association (E.C.A.) pour Cherifian Troupe, sauteurs au tapis - Maroc
- Le prix spécial Spencer Hodge pour Clowns en folie, Clowns musiciens - France
- Le prix de la société des auteurs, compositeurs et éditeurs de musique – SACEM, celui Jose Maria Gonzales Villa Junior pour Clowns Michel, Clowns Entrée clownesque - France
- Le prix de la Grande Muraille de l'association des acrobates de Chine au Duo Israfilov acrobates aux sangles aériennes - Russie
- Le prix de la revue “Le cirque dans l'Univers” et celui Specialgesellschaft der circusfreunde E.V. (Association des Amis du Cirque d’Allemagne) au Duo Stipka, Pas de deux à cheval - République tchèque
- Le prix spécial "Arlette Gruss" à Ekatarina Shavrina, trapèze - Russie
- Le prix de l'association monégasque des amis du cirque à Erika Lemay, équilibriste - Canada
- Le prix du jury junior international HSBC, le prix spécial Moira Orfei, celui spécial Marsupilami ainsi que le prix du public à la Famille René Cassely, dressage d'éléphants - Allemagne
- Le prix spécial Stardust Circus International à Flying to the stars, barre russe - Ukraine
- Le prix spécial Gandey à Flying Zuniga, trapèze volant - Argentine et Brésil
- Le prix de la ville de Monaco et celui du Kobsov circus pour Infernal Varanne Les globes infernaux, numéro de motos - France
- Le prix du grand cirque d'état de Saint-Pétersbourg à la Famille Probst les petits animaux de la ferme - Allemagne
- Le prix de la société des bains de mer Hôtels et Casinos aux Rubsov, jongleurs - Russie
- Le prix du Fairmont Monte-Carlo à Marc Métral, ventriloque - France
- Le prix du journal Nice-Matin et celui spécial Emilien Bouglione aux Skating Pilar, acrobates sur patins à roulettes - France
- Le prix spécial du Blackpool Tower Circus, celui spécial Jérôme Médrano et le prix du cirque Nikulin Moscou à Steve Eleky, comique parodiste - Allemagne
- Le prix spécial du Conseil National à la Troupe acrobatique du Cirque de Shanghai, acrobaties - Chine
- Le prix Erich Rózewicz à la Troupe Khadgaa hommes forts et voltige acrobatique - Mongolie
- Le prix Rosgoscirk, celui du cirque d'Etat de Minsk et le prix spécial Z.P.R. De Varsovie à Vladislav Goncharov – dresseur de lions - Ukraine

##### 2013
- La Coupe en mémoire de la Princesse Antoinette (au plus jeune artiste du festival) est attribuée à Marsel Nugametzanov (14 ans).
- Le prix du jury junior international HSBC est attribué aux Diabolos du Cirque de Pékin, diabolos - Chine
- Le prix du Bolchoï Circus - grand cirque d'Etat de Moscou est attribué aux Sauteurs aux cerceaux du Cirque de Pékin, sauts et cerceaux - Chine
- Le prix de l'association monégasque des amis du cirque est attribué au Duo Shcherbak & Popov Main à main - Ukraine
- Le prix spécial Stardust Circus International est attribué à La voltige aérienne du Cirque de Pyongyang, voltige acrobatique - Corée du Nord
- Le prix de l'association des acrobates de Chine est attribué au Duo aérien du Cirque de Pyongyang, voltige acrobatique - Corée du Nord
- Le prix spécial de l'European Circus Association (E.C.A.) est attribué à la Troupe Grechushkin, barre russe - Russie
- Le prix du Kobsov circus attribué aux Navas, acrobates sur La roue de la mort - Équateur
- Le prix Erich Rózewicz et le prix spécial Moira Orfei sont attribués à Leosvel et Diosmani, acrobatie sur un mât - Cuba
- Le prix du journal Nice-Matin et le prix spécial du studio Grimailo Moscou sont attribués à Aleksander Koblykov , jongleur - Ukraine
- Le prix TMC Monte-Carlo, le prix spécial Spencer Hodge et le prix spécial zapashnyy sont attribués à Jean-François Pignon, numéro de cavalerie - France
- Le prix spécial Z.P.R. De Varsovie est attribué au Gran Circo Mundial, numéro de cavalerie en haute école - Espagne
- Le prix de la revue “Le cirque dans l'Univers”, le prix du Cirque d'hiver Bouglione, prix Jose Maria Gonzales Villa Junior et le prix spécial Marsupilami sont attribués à Kid Bauer, dresseur de tigre et de lions - France
- Le prix spécial Itsvan Kristoff est attribué aux Markin, équilibre sur perche - Russie
- Le prix du festival de la jeunesse - Moscou et le prix spécial Gandey sont attribués à Equivokee, clowns - Ukraine
- Le prix Specialgesellschaft der circusfreunde E.V.  (Association des Amis du Cirque d’Allemagne) et le prix spécial Emilien Bouglione sont attribués à la Famille Donnert, sauts à cheval - Hongrie
- Le prix du public, le prix Monte-Carlo société des bains de mer Hôtels et Casinos et le prix du cirque Nikulin Moscou sont attribués à Catwall, trampoline - Canada
- Le prix spécial du Conseil National est attribué à Arevik Seyranyan, équilibriste et contorsions - Russie et USA
- Le prix de la société des auteurs, compositeurs et éditeurs de musique – SACEM est attribué à Arevik Seyranyan et à Tatevik Seyranyan, équilibristes et contorsions - Russie et USA
- Le prix spécial Jérôme Médrano est attribué à Alex Cher et à Bella Cher, Comiques dans Club House - USA
- Le trophée Louis Merlin est attribué à Daramis et Daylis, voltige - Cuba
- Le prix de la ville de Monaco et prix spécial "Arlette Gruss " sont attribués à Giang Brothers, Main à main - Vietnam
- Le prix spécial de Latina est attribué à la Troupe de Jongleurs du Cirque de Kazan, jongleurs - Russie
- Le prix des amis du cirque italien est attribué au Ballet du Cirque de Minsk, ballet - Biélorussie
- Le prix du Fairmont Monte-Carlo est attribué à la troupe Meschanov, anneaux romains - Russie
- Le prix spécial du Blackpool Tower Circus est attribué à Pat Clarrison, dresseur de chiens - Royaume-Uni
- Le prix Rosgoscirk est attribué à Shcherbak & Popov, équilibristes - Ukraine

##### 2014
- La Coupe en mémoire de la Princesse Antoinette (au plus jeune artiste du festival) a été remise à Emile Faltiny, acrobaties - République tchèque
- Angelo Munoz reçoit une Mention spéciale pour sa carrière de clown - Portugal
- Le prix Erich Rózewicz et le prix de l'association monégasque des amis du cirque sont attribués à Anastasia Makeeva, acrobaties aériennes - Russie
- Le prix spécial Citta di Latina est attribué au Ballet du Cirque Bolchoï ballet - Russie
- Le prix spécial du festival des jeunes du cirque de Tsvetnoy boulevard est attribué à David Burlet, jongleur - France
- Le prix spécial "Arlette Gruss " et le prix du public sont attribués au Duo Desire of Flight, sangles aériennes - Russie
- Le prix spécial Zapashny brothers est attribué au Duo Daring Jones, trapèze - USA
- Le prix spécial Spencer Hodge et le prix de la revue “Le cirque dans l'Univers” sont attribués à Karen Bourre et  Mike Leclair, jongleurs Have a ball - France
- Le prix du journal Nice-Matin est attribué au Duo Kvas, main à main - Ukraine
- Le prix spécial du Blackpool Tower Circus est attribué  à Elisa Kachatryan, fildefériste - Arménie
- Le prix du Kobsov circus est attribué à Hans Klok, illusionniste - Pays-Bas
- Le prix spécial du Great Wall cup - China acrobats association est attribué à Sergey Kolganov et à Oleg Belogorlov, clowns - Russie
- Le prix spécial Z.P.R. de Varsovie est attribué à la Famille Faltiny, monocycles - République tchèque
- Le prix du Fairmont Monte-Carlo et le Trophée Louis Merlin sont attribués à la Famille Gartner, dressage d'éléphants - Italie
- Le prix Specialgesellschaft der circusfreunde E.V.  (Association des Amis du Cirque d’Allemagne) est attribué à Conchi Munoz, présentation des otaries de Gary Jahn - Espagne et Royaume-Uni
- Le prix spécial Gandey et le prix Monte-Carlo société des bains de mer Hôtels et Casinos sont attribués à Robert Muraine, comique - USA
- Le prix du cirque Nikulin Moscou, le prix du jury junior international HSBC, Le prix spécial Feld-Rigling et le prix spécial du studio Grimailo Moscou sont attribués à Rosi Hochegger, cheval comique - Allemagne
- Le prix des amis du cirque italien est attribué à Sacha, contorsionniste - USA
- Le prix du Cirque d'hiver Bouglione, le prix du Bolchoï circus -Grand cirque d'Etat de Moscou et le prix spécial Moira Orfei sont attribués à Tom Dieck Jr, dompteur de fauves - Allemagne
- Le prix spécial Jérôme Médrano est attribué à Angelo Munoz, Conchi Munoz et Enrico Caroli, clowns - Espagne et Portugal
- Le prix spécial du Conseil National est attribué à la Troupe acrobatique de Wuhan, acrobaties - Chine
- Le prix spécial Stardust circus international est attribué à la Troupe de Suining, équilibristes - Chine
- Le prix de la société des auteurs, compositeurs et éditeurs de musique – SACEM et le prix spécial forum de la pastorale sont attribués à la Troupe Dobrovitskiy, acrobaties aériennes - Russie
- Le prix TMC Monte-Carlo est attribué à la Troupe Sokolov, sauts à la bascule - Russie
- Le prix de la ville de Monaco est attribué à la Troupe Vavilov, sauts - Russie
- Le prix Jose Maria Gonzales Villa Junior, le prix du Rosgoscirk, le prix spécial de l'european circus association (E.C.A.) et le prix spécial Emilien Bouglione sont attribués à Vinicio Canastrelli Togni, cavalerie - Italie

##### 2015
- La Coupe en mémoire de la Princesse Antoinette (au plus jeune artiste du festival) é été remise à Mademoiselle Ding Shuang de la troupe acrobatique nationale de Chine, acrobate - Chine
- Le prix spécial du cirque Izhevsk a été remis à Aerial Fantasy, acrobaties aériennes
- Le prix de la revue Le cirque dans l'Univers, le prix du Kobsov circus et le prix spécial Zapashny brothers ont été remis à Alessio Fochesato, présentation de perroquets - Espagne
- Le prix de l'association monégasque des amis du cirque, le prix du Fairmont Monte-Carlo, le prix du jury international HSBC et le prix spécial Sakha Diamond Circus, le prix Clown d'or ont été remis à Anastasia Fedotova-Stykan, spectacle équestre - le Cirque Nikouline de Moscou, Russie[7]
- Le prix du Cirque d'hiver Bouglione a été remis au Ballet du Cirque Bolchoï, ballet - Russie
- Le prix Monte-Carlo société des bains de mer Hôtels et Casinos a été remis à Boris Nikishkin, acrobate - Russie
- Le prix spécial du Blackpool Tower Circus et le prix des amis du cirque Suisse ont été remis à la troupe Costin, trampoline comique - Roumanie
- Le prix spécial Stardust circus international a été remis au Duo Black & White, gymnastes - Russie
- Le prix du cirque Nikulin Moscou a été remis au Duo Silver Stones, trapèze - Ukraine
- Le prix du Bolchoï circus -Grand cirque d'Etat de Moscou et le prix spécial Z.P.R. De Varsovie ont été remis à Elvis Errani, présentation d'éléphants - Italie
- le Trophée Louis Merlin a été remis à Erik Niemen, fildefériste - Italie
- Le prix spécial forum de la pastorale a été remis à la Famille Errani, présentation d'éléphants - Italie
- Le prix spécial Gandey a été remis aux Fuma-boys, clowns - Italie
- Le prix Erich Rózewicz, le prix spécial Feld-Rigling  et le prix spécial Jérôme Médrano ont été remis à Giani Fumagalli et Daris Fumagalli, clowns - Italie
- Le prix spécial du studio Grimailo Moscou a été remis à Meleshin Brothers, patins à roulettes - Russie
- Le prix Jose Maria Gonzales Villa Junior a été remis à Musa John Selepe, dompteur - Afrique du Sud
- Le prix de la société des auteurs, compositeurs et éditeurs de musique – SACEM et le prix Yekaterinburg circus ont été remis aux acrobates du Cirque National de Pyongyang, pas de deux aérien - Chine
- Le prix Specialgesellschaft der circusfreunde E.V. (Association des Amis du Cirque d’Allemagne) a été remis à Pranay Werner, diabolos, - Allemagne
- Le prix TMC Monte-Carlo a été remis à Priscilla Errani, hulla hop - Italie
- Le prix spécial de l'european circus association (E.C.A.) a été remis à Reto Parolari, chef d'orchestre
- Le prix du Rosgoscirk a été remis à la Troupe du Cirque National de Pyongyang, trapèze volant - Corée du Nord
- Le prix spécial du Conseil National a été remis à la Troupe acrobatique de Tianjin, acrobaties aériennes - Chine
- Le prix des amis du cirque italien et le prix du journal Nice-Matin ont été remis à la Troupe Balagan, saut à la bascule - Corée du Nord
- Le prix spécial Emilien Bouglione a été remis à la Troupe Liubov Empress, jongleurs
- Le prix spécial du Great Wall cup - China acrobats association a été remis à la Troupe Kolykhalov, barre fixe - Russie
- Le prix spécial "Arlette Gruss " et le prix spécial Citta di Latina ont été remis à la Troupe nationale acrobatique de Chine, acrobaties - Chine
- Le prix du public a été remis à la Troupe Pronin, balançoire russe - Russie
- Le prix de la ville de Monaco a été remis à la Troupe Shatirov, barre russe - Russie
- Le prix spécial Moira Orfei a été remis à la Troupe Yakov Ekk, cavalerie djiguites - Russie

##### 2017
- Mention spéciale du jury à Otto Wessely pour l'ensemble de sa carrière.
- Mention spéciale du jury à Alex Michaël (marche au plafond - Brésil) et prix special Moira Orfei.
- Prix spécial pour le développement de l'art du cirque en Russie, prix du cirque Nikulin de Moscou et prix du Great World Cup - China Acrobats Association remis aux frères Zapashny (dompteurs - Russie)
- La coupe en mémoire de la princesse Antoinette (plus jeune(s) artiste(s) du festival) a été remise au Trio Izhevsk (Russie)
- Le trophée Louis Merlin a été remis à la troupe Trushin, sauteurs à la bascule russes.
- Alexandre Batuev (contorsion - Russie) a reçu le Prix de la Ville de Monaco et celui du Rosgoscirk.
- Le prix de l'association monégasque des Amis du Cirque et le prix spécial Studio Grimailo Moscou ont été remis à Otto Wessely.
- Le prix du journal Nice-Matin/Monaco-Matin a été décerné à Gustavo Sartori (drap aérien - Brésil)
- Le prix TMC Monte-Carlo a été remis aux gymnastes suisses de la Troupe Holmikers.
- Le prix spécial du Blackpool Tower Circus et le prix Nando Orfei ont été remis à la troupe Skokov (balançoire russe - Russie).
- La revue Le Cirque dans l'Univers a decerné son prix au duo Chilly and Fly (cadre coréen - Canada).
- Le prix de la Société des Bains de Mer Hotels & Casinos a été reçu par les Suédois de la Sons Company (planche coréenne).
- Les Sky Angels (Ouzbékistan) se sont vus decerner le prix de la Société des Auteurs, Compositeurs et Editeurs de Musique et le prix spécial Gandey pour leur numéro de sangles.
- Les jeunes acrobates du trio Izhevsk ont reçu le prix Erich Rozewicz.
- Les Prix spéciaux Z.P.R. Varsovie, Emilien Bouglione et le prix Kobsov Circus ont été remis au dresseur tchèque Marek Jama.
- Le Prix du Fairmont Monte-Carlo, le Prix Junior, le prix du Théâtre Dourov-Moscou ainsi que le Prix du Public ont été remis à Erwin Frankello (dresseur - Allemagne).
- Le prix du Cirque d'Hiver Bouglione a été remis aux clowns Tom & Pepe.
- Les Wolf Brothers - trapézistes comiques tchèques - ont reçu le prix Specialgesellschaft der Circusfreunde E. V. (Association des Amis du Cirque d'Allemagne) ainsi que le prix spécial Jérôme Médrano.
- Le prix des Amis du Cirque italien a été decerné à la contorsionniste Rich Miteku.
- Le prix spécial de l'European Circus Association (E. C. A.) a été remis à Daris Huesca et Enrico Caroli, régisseurs du festival.
- La troupe acrobatique de Xianjiang a reçu le prix special du conseil national.
- Les prix spéciaux Arlette Gruss et forum de la pastorale ont été remis aux trapézistes du Duo eMotion.
- Le Duo Hand 2 Hand a reçu le prix special Stardust Circus international.
- Les acrobates colombiens de la troupe Gerling ont reçu le prix du Bolshoi Circus.
- Le prix des Amis du Cirque suisse a été remis à Reto Parolari (Italie), chef d'orchestre du festival.
- La troupe Bayramukov (tumbling - Russie) a reçu le prix Monaco inter-expo.
- Le prix du Teatro de Munich a été decerné aux Olimpos Brothers (main à main - Brésil).
- Enfin, Mario Berousek (jongleur - République tchèque) a reçu le prix Chimelong Group.

##### 2018
- Le Prix Junior ainsi que le Prix des Amis du Cirque italien ont été décernés à Yevgeny Komisarenko et ses chiens (Russie).
- Les prix du public, du Fairmont Monte-Carlo, du cirque d'Etat kazakh d'Almaty et du Royal Circus ont été decernés à Marrylu et Jozsef Richter (Allemagne-Hongrie).
- Le trophée Louis Merlin a été remis à Chu Chuan-Ho pour son numéro de diabolo (Taïwan).
- Le Prix de la Ville de Monaco et celui du Rosgoscirk a été remis aux trapézistes volants russes de la troupe The Heroes.
- Le prix de l'association monégasque des Amis du Cirque et le prix spécial Gandey ont été remis aux sauteurs russes de la troupe Vavilov.
- Le prix du journal Nice-Matin/Monaco-Matin a été decerné à Nicolai Kuntz (diabolo - Allemagne)
- Le prix TMC Monte-Carlo a été remis au Duo Balance (main à main - Roumanie).
- Le prix spécial du Blackpool Tower Circus a été remis au duo Markov pour leur numéro de sangles.
- La revue Le Cirque dans l'Univers et le groupe Chimelong ont decerné leurs prix aux funambules The Astronauts, de Hongrie.
- Le prix de la Société des Bains de Mer Hotels & Casinos et le prix Nando Orfei ont été reçus par les danseurs et boleadors italiens Saly Brothers.
- Léo et Ursula se sont vu decerner le prix de la Société des Auteurs, Compositeurs et Editeurs de Musique.
- Le prix Erich Rozewicz a été remis au collectif ukrainien Bingo.
- Les prix spéciaux Z.P.R. Varsovie et du forum de la pastorale ont été remis au Duo Stauberti de République tchèque pour son numéro de perche.
- Le prix Specialgesellschaft der Circusfreunde E. V. (Association des Amis du Cirque d'Allemagne) a été remis au jongleur espagnol Michael Ferreri.
- Le prix du Théâtre Dourov-Moscou ainsi que le Prix du Public ont été remis à Erwin Frankello (dresseur - Allemagne).
- Le prix du Cirque d'Hiver Bouglione a été remis aux clowns Tom & Pepe.
- Les Wolf Brothers - trapézistes comiques tchèques - ont reçu le prix Specialgesellschaft der Circusfreunde E. V. (Association des Amis du Cirque d'Allemagne) ainsi que le prix spécial Jérôme Médrano.
- Les prix spéciaux du Studio Grimailo et du Cirque Nikulin Moscou ont été attribués aux illusionnistes burlesques Scott et Muriel (USA/Pays-Bas).
- Le prix spécial de l'European Circus Association (E. C. A.) a été remis au Dr Alain Frère, conseiller artistique et cofondateur du festival.
- La troupe acrobatique de Shanghai a reçu le prix special du conseil national et du Big Top Label.
- Le prix spécial Jérôme Médrano a été remis au clown russe Prosvirnin.
- Les prix spéciaux Arlette Gruss et forum de la pastorale ont été remis aux trapézistes du Duo eMotion.
- La troupe acrobatique de la Mongolie Intérieure a reçu le prix special Stardust Circus international.
- Les acrobates colombiens de la troupe Gerling ont reçu le prix du Bolshoi Circus.
- Le prix Kobsov Circus a été remis aux Canadiens du Duo 2-0-Zen.
- Le prix spécial Moira Orfei et le prix Monaco inter-expo ont été attribués à la dompteuse allemande Carmen Zander et son groupe de tigres.
- Le prix spécial Capital Circus - Astana a été remis à Saulo Sarmiento (mât - Espagne).
- Le prix des Amis du Cirque suisse a été remis à S. A. S. la princesse Stéphanie de Monaco.
- Le prix Circo Hermanos Vazquez a été remis à Yang Huang pour son équilibre sur fil souple (Chine).
- Le prix du Teatro de Munich a été decerné au duo ukrainien Miracle pour leur numéro de contorsion acrobatique.

##### 2019
- Le prix junior, le prix du public ainsi que prix du Fairmont Monte-Carlo, du Cirque d'Hiver Bouglione et le prix spécial Piero Guidi ont été remis à Martin Lacey Jr pour son exceptionnel numéro de fauves.
- Le trophée Louis Merlin et le prix spécial Studio Grimailo Moscou ont été remis aux Dias Brothers (jeux icariens - Portugal).
- Le Prix de la Ville de Monaco a été attribué aux équilibristes de la Troupe acrobatique de Chine.
- Le prix de l'association monégasque des Amis du Cirque ainsi que celui des Amis du Cirque italien ont été remis à Marcel Krämer (Allemagne) pour ses présentations d'ânes et de bisons.
- Le prix du journal Nice-Matin/Monaco-Matin ainsi que le prix spécial China Acrobatic Association " the Great Wall" a été décerné à Charlotte et Nicolas (main à main - Canada et Monaco)
- Le prix TMC Monte-Carlo a été remis au tableau White Bloc mis en scène par le Géorgien Gia Eradze.
- Le prix spécial du Blackpool Tower Circus a été remis à la Troupe acrobatique de Chine pour son numéro de triple mât.
- La revue Le Cirque dans l'Univers a remis son prix au chorégraphe et metteur en scène russe Alexandre Grimailo.
- Le Quatuor Prilepin (Russie) a reçu le prix de la Société des Bains de Mer Hôtels & Casinos pour son numéro de main à main.
- Le prix de la Société des Auteurs, Compositeurs et Éditeurs de Musique a été attribué à 3 J Jungling.
- Le prix Erich Rozewicz a été décerné à Gia Eradze.
- Les prix spéciaux Z.P.R. Varsovie et Circus Sakha Diamond Yakuti ont été remis au Duo Segwey (Kazakhstan) pour son numéro d'équilibre sur segway.
- Le prix Émilien Bouglione a été remis au ballet du Royal Circus de Russie dirigé par Gia Eradze.
- Les prix Specialgesellschaft der Circusfreunde E. V. (Association des Amis du Cirque d'Allemagne) et Monaco inter-expo ont été remis au jongleur tchèque Alan Sulc.
- Le prix spécial de l'European Circus Association (E. C. A.) a été remis aux voltigeurs de la troupe Aliev (Russie).
- The Owl and the Pussy Cat (trapèze - USA/Australie) ont reçu le prix spécial du conseil national ainsi que le prix du Teatro de Munich.
- Le prix spécial Jérôme Médrano a été remis au clown russe Prosvirnin.
- Le groupe Chimelong a décerné son prix spécial au tableau des œufs Fabergé mis en scène par Gia Eradze.
- Le prix spécial Jérôme Médrano a été attribué à Fips et Beau.
- Le prix du Cirque Nikulin Moscou a été remis à Corinne Paolini.
- Le prix Stardust Circus international a été attribué à la troupe Filinov, de Russie, pour son numéro de balançoire russe.
- Les prix spéciaux Arlette Gruss et forum de la pastorale ont été remis aux trapézistes du Duo eMotion.
- La troupe acrobatique de la Mongolie Intérieure a reçu le prix spécial Stardust Circus international.
- Le prix Kobsov Circus a été remis à Joseph Gärtner et ses éléphants.
- Le prix spécial Moira Orfei a été attribué aux femmes djiguites de Gia Eradze.
- Le prix spécial Gandey a été remis à Yuri Volodchekov pour sa présentation de haute-école tzigane.
- Le prix spécial de la Fédération mondiale du Cirque a été décerné à l'administration du festival, en particulier Corinne Paolini.
- Le prix spécial du forum de la pastorale a été remis aux hommes de pistes.
- Les clowns russes Without Socks ont reçu le prix des Amis du Cirque suisse.
- Le prix spécial Europa Park a été remis au comique portugais César Dias.
- Le prix Nando Orfei a été décerné à Artem Lyubaneyvich (mât).
- Le prix spécial Pauline Ducruet qui récompense la plus belle création de costume a été remis à Gia Eradze.
- Enfin, le prix de la République Sakha Yacuti a été remis aux Just Two Men (sangles - Ukraine).

### Prix Junior

#### 2015
- La Troupe acrobatique de Yunnan - Chine et  Les jeunes djiguites de la Troupe Ekk - Russie ont reçu un Junior d'or
- Anton Mikheev, acrobate - Russie, Elvis Errani, éléphants - Italie et Michael Ferreri, jongleur ont reçu un Junior d'argent
- L’Equipe de Fémina Sports, gymnastique - Monaco, Laura Urunova, jongleur à cheval, Anastasia Fedotova-Stykan, cavalerie - Russie, Jordan Mcknight, contorsions - USA et Ivan Slipchenko, rola rola ont reçu un Junior de bronze